# 日本ゴルフ改革会議
日本ゴルフ改革会議（にほんゴルフかいかくかいぎ）とは、ゴルフに関する問題を検討する会議。

## 概要
日本ゴルフツアー機構国内男子ツアーの衰退、進まないゴルフ場利用税撤廃問題、若者のゴルフ離れや団塊の世代の高齢化、ゴルフとメディアの関係などの様々な問題を検討し、関係各所に具体的な提案を含む報告書を提出することを目的としている。
既存の権益や利害関係に縛られずに「OPEN」で「FAIR」な議論を通じて、現実的な提案をすること、それによって日本のゴルフの健全で堅実な改革に少しでも貢献できるのではないか、という考えのもとで会議を行っている。
2020年夏季オリンピックでは、ゴルフ競技の開催コースは霞ヶ関カンツリー倶楽部に予定されているが、日本プロゴルフ協会との連携も視野に入れ、若洲ゴルフリンクスへの見直しについても提言を進める。
発足より1年間、日本ゴルフ改革会議の活動は委員の会費（年間24000円）と寄附で成り立っている。
会議では資料は出来る限り紙に印刷せずにスクリーンに映す。また飲み物は持参し経費を軽減している。

## 沿革
- 2014年6月16日、衆議院議員第一会館第4会議室にて発足。
- 2014年6月27日に第1回会議(総会）が参議院議員会館にて開催された[2][3]。
- 2015年6月22日、衆議院議員第一会館にて総会が行われ、発足から1年を迎える。
- 2020年12月、解散[4]。

## 参加者
- 副議長は、ジャーナリストの蟹瀬誠一、日本ゴルフツアー機構顧問の諸星裕、スポーツライターの玉木正之。
- 広報部長は、ゴルフコミュニティーコンサルタントの長野豪洋。
- 委員は、ゴルフ解説者のタケ小山、中井学、田村尚之、野澤むつこ、次世代の党幹事長の松沢成文他多数。